# Maison de Radio-Canada
 (juin 2023).
La Maison de Radio-Canada est le nom donné au principal édifice appartenant à la Société Radio-Canada situé à Montréal. L'édifice situé tout juste à l'est du centre-ville est constitué d'un gratte-ciel d'environ vingt-cinq étages de même que d'un large basilaire et de nombreux locaux situés sous la terre. Il est situé sur un immense terrain où on retrouve, en plus de l'édifice, une terrasse, des antennes de diffusion, un petit parc, des garages réservés aux véhicules de diffusion de la société, de même que de nombreux espaces de stationnement.

## Histoire
Le 1er octobre 1963, la dernière maison a été évacuée afin que le projet de démolition puisse se poursuivre pour libérer le terrain pour l'installation. L'édifice a été construit en 1973, afin de rassembler en un seul lieu des locaux dispersés sur une vingtaine de sites. Auparavant, le principal édifice de production de la Société Radio-Canada était situé dans l'ancien hôtel Ford du 1425 boulevard Dorchester Ouest, construit en 1951.
Vers 2015, la direction de Radio-Canada a fait part de son intention de rénover le site et de vendre ses terrains de stationnement à des promoteurs privés afin de restaurer le quartier. En outre, le nouvel aménagement permettrait de rétablir le réseau de rues à travers le site, après la destruction, dans les années 1960, d'un quartier ouvrier connu sous le nom de Faubourg à m'lasse pour faire place au complexe de Radio-Canada. En mai 2015, le projet a été arrêté.

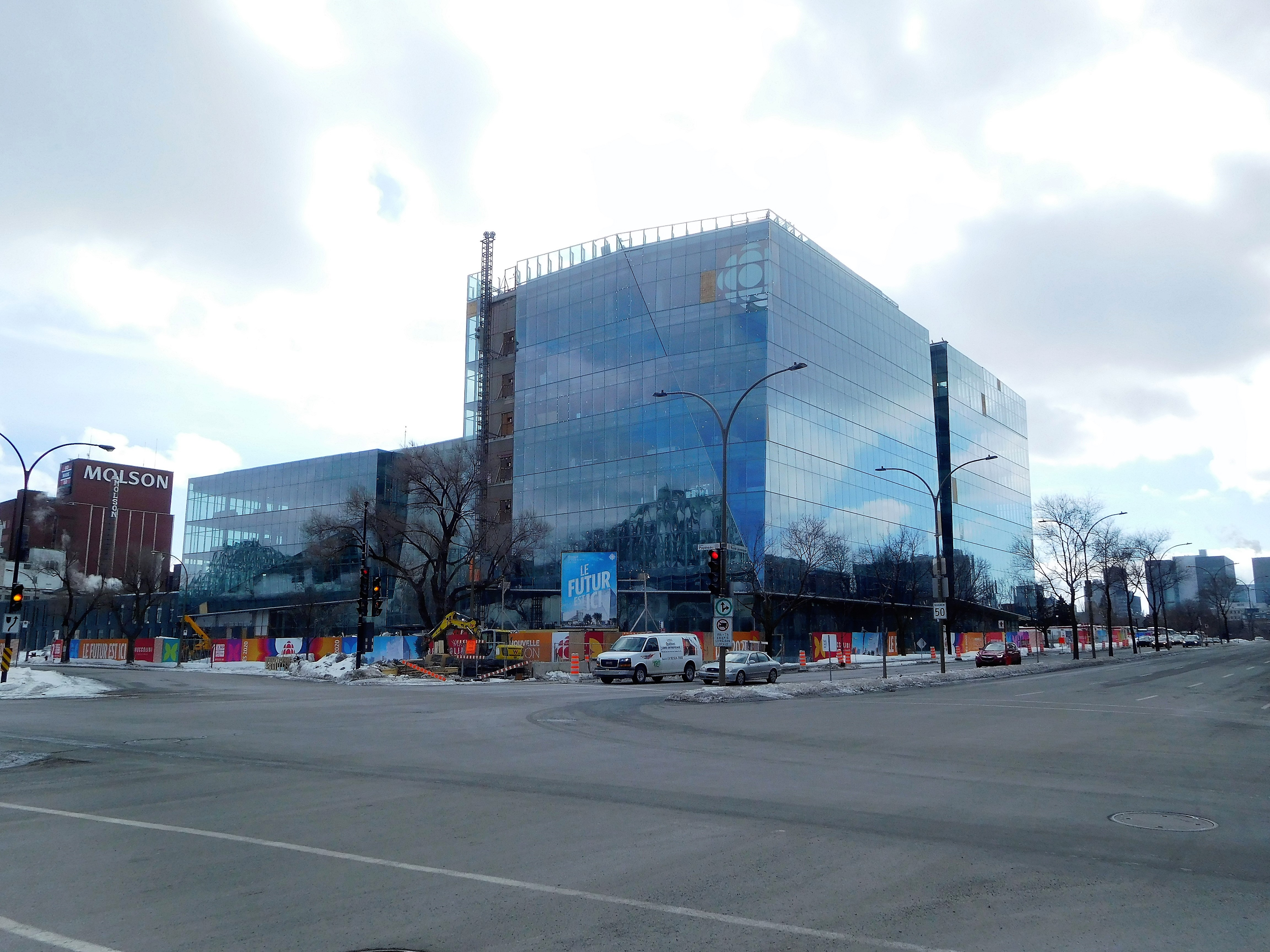
Nouvelle Maison de Radio-Canada

À la fin de l'année 2015, il est annoncé que Radio-Canada désirait vendre la Maison de Radio-Canada et désirait s'installer ailleurs à Montréal, potentiellement au centre-ville de Montréal, dans le quartier des spectacles. Finalement après de nombreuses objections de la part des syndicats des employés de Radio-Canada ainsi que de divers organismes communautaires, il est décidé que Radio-Canada ferait construire un édifice dans la partie est du terrain qu'elle occupe, c'est-à-dire au coin de la rue Papineau et de l'Avenue Viger. 

## Nouveau siège social
Finalement, le 23 novembre 2016, Radio-Canada annonce que le complexe construit en 1973 sera vendu au Groupe Mach et que le groupe Broccolini sera chargé de construire la nouvelle maison de Radio-Canada, conçu par Béïque Legault Thuot Architectes (en), qui sera située au coin de l'Avenue Papineau et du Boulevard René-Lévesque Est,.Le projet a finalement été achevé en 2020. 

## Fonctions
La Maison de Radio-Canada constitue la tête des réseaux de télévision et de radio francophone de Radio-Canada en plus de constituer un bureau régional important pour le réseau anglophone. C'est là que sont produites la plupart des émissions diffusées à l'antenne de Radio-Canada.

## Studios et installations
L'édifice compte de nombreux studios de télévision et de radio de même que des studios de post-production sonore et visuelle.

### Studios de tournage

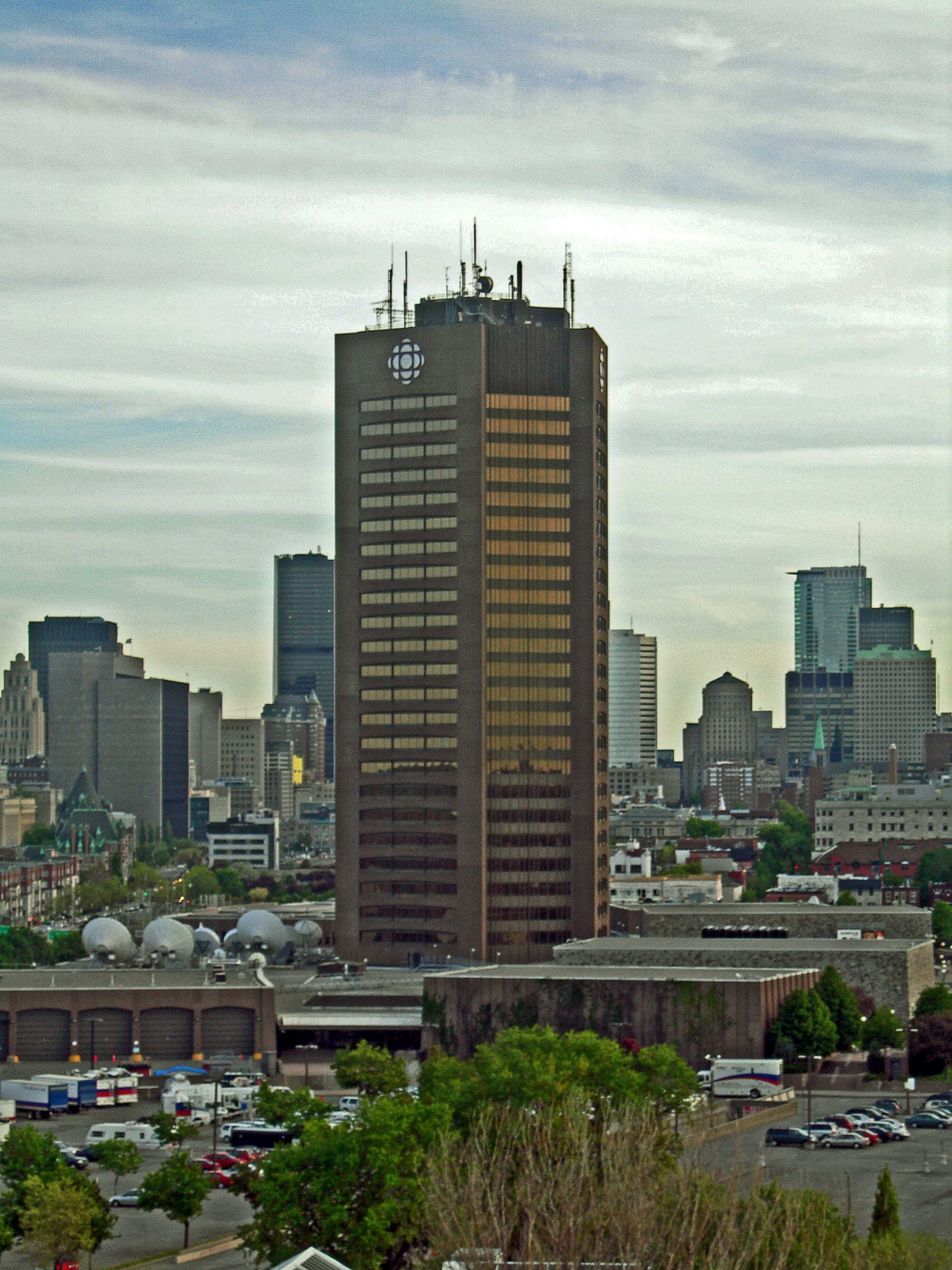
Maison Radio-Canada.

- Studio 42
- Studio 43
- Studio 44
- Studio 45
- Studio 46
- Studio 47
- Studio 48Maison Radio-Canada.

### Autres installations notables
- Centre de production des dramatiques
- Atelier de décors
- Atelier de costumes
- Entrepôt d'accessoires
- Entrepôt de décors
- Salles de répétition
- Régie centrale

Le Centre de l'information où sont produits les bulletins de nouvelles nationaux du réseau français de Radio-Canada est aussi situé dans cet édifice.